# Susan Kohner
Susanna "Susan" Kohner (Los Angeles, Califòrnia, 11 de novembre de 1936) és una actriu estatunidenca.

## Biografia
El 1959 va guanyar el Globus d'Or a la millor nova promesa femenina i el 1960 el Globus d'Or a la millor actriu secundària per al paper en la pel·lícula Imitation of Life (1959).
El 1964 es va casar amb el dissenyador de moda alemany John Weitz i es va retirar de l'escenari. Van tenir dos fills  Chris i  Paul, tots dos van arribar a ser directors de cinema.

## Filmografia
Filmografia:
- 1955: To Hell and Back de Jesse Hibbs: Maria
- 1956: The Last Wagon: Jolie Normand
- 1957: Soldat Hook (Trooper Hook): Consuela
- 1957: Dino: Shirley
- 1959: Imitació de la vida (Imitation of Life): Sarah Jane, amb 18 anys
- 1959: The Big Fisherman: Fara
- 1959: The Gene Krupa Story: Ethel Maguire
- 1960: All the Fine Young Cannibals: Catherine McDowall
- 1961: Brots de passió (By Love Possessed): Helen Detweiler
- 1962: Freud: Martha Freud

## Premis i nominacions

### Premis
- 1960: Globus d'Or a la millor actriu secundària per Imitació de la vida

### Nominacions
- 1960: Oscar a la millor actriu secundària per Imitació de la vida
- 1963: Globus d'Or a la millor actriu secundària per Freud